# Adenoma
L'adenoma è un tumore epiteliale benigno le cui cellule assumono l'aspetto di una ghiandola, o che derivano dall'epitelio ghiandolare di un organo; per esempio la ghiandola ipofisi (o ghiandola pituitaria).

## Sedi di manifestazione
Possono svilupparsi in molte sedi: mammella, bronchi, prostata, ovaio, colon, ghiandole salivari, tiroide, stomaco, fegato, rene (adenoma papillare renale), surreni, apparato urinario (adenoma nefrogenico). In alcune sedi (ad esempio nell'ipofisi o surreni), gli adenomi possono produrre anche ormoni, i cui effetti costituiscono i primi segnali della loro presenza.
Sebbene originino come neoplasie benigne, talune di queste formazioni, come ad esempio gli adenomi del colon, più comunemente chiamati polipi, possiedono in essi un potenziale degenerativo che in relazione alla loro età li pone a rischio di trasformazione maligna.

## Terapia
La terapia, ove occorre, è in genere chirurgica o endoscopica.
Alternativamente si può adottare un approccio di vigile attesa, con controlli a scadenze definite dal medico curante.
Per alcuni adenomi secernenti ormoni è possibile un controllo farmacologico della patologia endocrina correlata.